# Ruben Guerreiro
Pour les articles homonymes, voir Guerreiro.
Rúben António Almeida Guerreiro est un coureur cycliste portugais, né le 6 juillet 1994 à Montijo. Il a notamment remporté une étape et le classement du meilleur grimpeur du Tour d'Italie 2020.

## Biographie

### Dans les catégories de jeune
En 2012, Ruben Guerreiro devient Champion du Portugal sur route juniors (moins de 19 ans) et termine deuxième du Tour du Portugal juniors après savoir remporté deux étapes. Après une saison 2013 sans résultats notables, il gagne en 2014 le Tour du Portugal de l'Avenir, une course par étapes réservée au coureurs de moins de 23 ans. La même année, il participe avec la sélection portugaise espoirs au Tour de l'Avenir (14e) et aux mondiaux espoirs (75e).

### 2015-2016: première expérience chez Axeon
Lors des saisons 2015 et 2016, il est membre de l'équipe continentale américaine Axeon, dirigée par Axel Merckx. Lors de sa première année, il remporte le Grand Prix Liberty Seguros, termine deuxième au sprint d'une étape du Tour de l'Alentejo, deuxième du championnat du Portugal sur route espoirs. Il est également troisième du championnat du Portugal du contre-la-montre espoirs et dixième du Tour de Beauce. 
En mars 2016, il remporte le Gran Premio Palio del Recioto, en battant dans un sprint à deux Michal Schlegel. Le 16 avril, il termine troisième de Liège-Bastogne-Liège espoirs remporté par son coéquipier Logan Owen. Le mois suivant, il est treizième du Tour de Californie. Courant juin, il est deuxième de deux étapes du Tour de Savoie Mont-Blanc, puis devient champion du Portugal sur route espoirs en solitaire. Au mois d'août, il signe un contrat avec la formation Trek-Segafredo pour les saisons 2017 et 2018. L'équipe le suivait depuis le mois d'avril 2016 et sa troisième place sur Liège-Bastogne-Liège espoirs. 

### 2017-2018: arrivée en World Tour avec Trek-Segafredo
Il fait ses débuts en World Tour chez Trek-Segafredo au mois de janvier 2017 sur le Tour Down Under, où il obtient deux tops 10 d'étapes et termine 18e du général. Fin mai, il est neuvième du Tour de Belgique. Le 25 juin, il devient champion du Portugal sur route avec quelques secondes d'avance sur Rui Vinhas. Fin août, il termine sixième de la Bretagne Classic, à l'issue d'un sprint massif.
Il se montre régulier tout au long de la saison 2018 et décroche de nombreux tops 10  : quatrième du Herald Sun Tour, cinquième de la Bretagne Classic et de la Primus Classic, sixième du Tour de Turquie, neuvième du Tour Down Under, ou encore dixième du Tour des Fjords.

### 2019: une année avec Katusha-Alpecin
Il signe au sein de l'équipe World Tour Katusha-Alpecin pour la saison 2019, avec un contrat d'un an. Il y rejoint son compatriote et manager de l'équipe José Azevedo. Dès janvier, il est huitième du Tour Down Under. En août, il participe au Tour d'Espagne. Pour son premier grand tour, il se distingue en terminant 17e du général, après avoir terminé deuxième d'étape au Santuario del Acebo et quatrième de l'étape menant à Igualada.

### 2020-2022: trois saisons chez EF

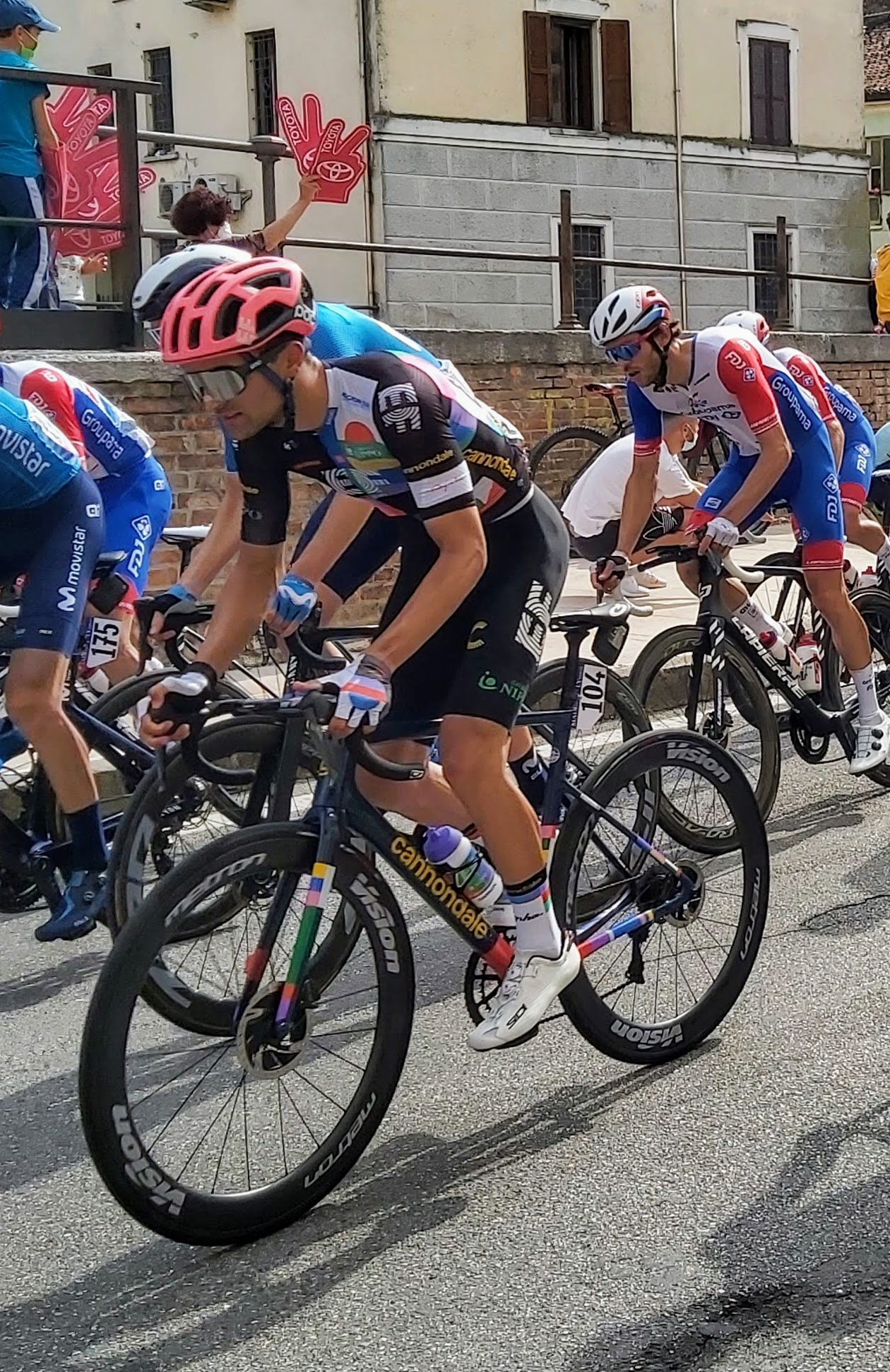
Ruben Guerreiro sur le Tour d'Italie 2021.

En 2020, après la fin de l'équipe Katusha, il rejoint l'équipe EF Pro Cycling, notamment grâce à ses performances sur le Tour d'Espagne 2019. Après avoir terminé deuxième d'une étape surTirreno-Adriatico derrière Mathieu van der Poel, il participe à son premier Tour d'Italie. Grâce à une échappée, il remporte la neuvième étape en devancant au sprint Jonathan Castroviejo à Roccaraso. Lors de cette étape, il se fait remarquer pour son manque de collaboration dans l'échappée, où il n'a pris que très peu de relais, comportement qui lui a été reproché à l'arrivée. Â l'issue de l'étape, Guerreiro devient le leader du classement du meilleur grimpeur, un classement qu'il va finir par remporter. En décembre, il est heurté par un véhicule à l'entrainement et doit subir une opération à la clavicule gauche, ce qui retarde sa préparation pour la saison 2021
Lors de la saison 2021, il est moins en réussite. Huitième du Tour des Alpes, il abandonne le Tour d'Italie sur chute après deux semaines de course, alors qu'il occupe la quinzième place du général. Par la suite, il termine notamment 18e de son premier Tour de France, ainsi que  dixième de la Coppa Sabatini.
En 2022, il réalise la meilleure saison chez EF. Il remporte en solitaire le Mont Ventoux Dénivelé Challenges, termine troisième du Tour d'Allemagne, sixième du Tour de Burgos, septième de la Flèche wallonne et neuvième du Critérium du Dauphiné. Sélectionné pour le Tour de France, Ruben Guerreiro chute durant la deuxième étape. Malade ensuite, il abandonne avant le départ de la neuvième étape.

### Depuis 2023: Movistar
En octobre 2022, l'équipe espagnole Movistar annonce le recrutement de Guerreiro avec un contrat portant de 2023 à 2025. Guerreiro a rompu son contrat avec EF Education-EasyPost par consentement mutuel, alors qu'il avait encore un an sur son contrat.
Présent sur le Tour d'Espagne 2023 en tant qu'équipier d'Enric Mas, Guerreiro chute durant la quatrième étape. Atteint à cette occasion d'une fracture de la clavicule gauche, il ne prend pas le départ le lendemain.

## Palmarès et classements mondiaux

### Palmarès professionnel
| - 2017 - Champion du Portugal sur route - 6e de la Bretagne Classic - 2018 - 5e de la Bretagne Classic - 6e du Tour de Turquie - 9e du Tour Down Under - 2019 - 8e du Tour Down Under - 2020 - Tour d'Italie : - Classement de la montagne - 9e étape | - 2022 - Mont Ventoux Dénivelé Challenges - 3e du Tour d'Allemagne - 7e de la Flèche wallonne - 9e du Critérium du Dauphiné - 2023 - Tour d'Arabie saoudite : - Classement général - 4e étape - 3e du Gran Camiño |

### Résultats sur les grands tours

#### Tour de France
3 participations
- 2021 : 18e
- 2022 : non-partant (9e étape)
- 2023 : abandon (14e étape)

#### Tour d'Italie
2 participations
- 2020 : 33e,  vainqueur du classement de la montagne, vainqueur de la 9e étape
- 2021 : abandon (15e étape)

#### Tour d'Espagne
2 participations
- 2019 : 17e
- 2023 : non-partant (5e étape)

### Classements mondiaux
| Année                                 | 2014 | 2015 | 2016 | 2017 | 2018 | 2019 | 2020 | 2021 | 2022 | 2023 | 2024 |
| ------------------------------------- | ---- | ---- | ---- | ---- | ---- | ---- | ---- | ---- | ---- | ---- | ---- |
| UCI World Tour                        |      |      | nc   | 128e | 87e  |      |      |      |      |      |      |
| Classement mondial                    |      |      | 803e | 218e | 107e | 221e | 133e | 301e | 96e  | 189e | 355e |
| UCI Europe Tour                       | 255e | 288e | 644e | 353e | 314e | 186e | 109e | 254e | 81e  | nc   | nc   |
| UCI America Tour                      | nc   | 315e | 243e | nc   | nc   |      |      |      |      |      |      |
| UCI Oceania Tour                      | nc   | nc   | nc   | nc   | 22e  |      |      |      |      |      |      |
|                                       |      |      |      |      |      |      |      |      |      |      |      |
| Légende : nc = non classéSource : UCI |      |      |      |      |      |      |      |      |      |      |      |